# نفریرکارع
نِفِریرکارع یکی از پادشاهان دودمان هشتم مصر در دوره نخست میانی مصر بوده است. نام او تنها در فهرست پادشاهان ابیدوس به صورت مشخص آمده ولی گمان بر این است که مدت زمان فرمانروایی برای واپسین شاه ذکر شده در پاپیروس تورین مربوط به او بوده باشد. نام او ۵۶امین نام در فهرست ابیدوس است. در فهرست تورین طول دوران فرمانروایی او یک سال و نیم آمده. این احتمال وجود دارد که او توسط نخستین شاه دودمان نهم، که از اهالی هراکلئوپولیس بوده است، سرنگون شده باشد یا آنکه خشکسالی و قحطی گسترده‌ای که مصر را در دوره میانی نخست در بر گرفته بود باعث سقوطش شده باشد.